# Conspiració de Newburgh

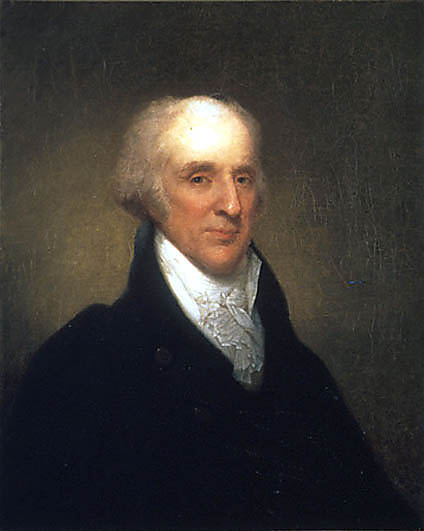
John Armstrong Jr., un dels autors del cop militar previst.

La conspiració de Newburgh (Newburgh conspiration) és una conspiració organitzada el març de 1783 al final de la Guerra d'Independència dels Estats Units provocada pel descontentament d'oficials i soldats de l'Exèrcit Continental que feia uns quants anys que no cobraven. La revolta encara roman avui en part inexplicable: el gener de 1783, els oficials nord-americans van enviar al Congrés la llista de les seves demandes que van quedar sense resposta. Al març, una carta anònima va circular entre els soldats de Newburgh que va predir que l'exèrcit es negaria a dispersar-se si no es complien les seves demandes econòmiques; en el cas d'una represa de les hostilitats amb Anglaterra, es refusaria de lluitar.
El comandant en cap de l'exèrcit continental, George Washington, va tancar qualsevol discussió seriosa sobre un possible cop d'estat; va calmar la situació durant una reunió dels oficials del 15 de març de 1783 pronunciant un emotiu discurs demanant als seus oficials que mantinguin la supremacia del Congrés. Es va retirar de l'exèrcit a finals d'any
Poc després, el Congrés va aprovar un acord de compromís que havia rebutjat anteriorment: va finançar una part del sou endarrerit i va donar als soldats cinc anys de sou complet en lloc d'una pensió de mitja paga de tota la vida. Aquest incident va tendir a mostrar la necessitat d'una reforma institucional: els Estatuts de la Confederació que organitzaven els poders semblaven llavors mancats d'eficàcia.